# Andrena cephalota
Andrena cephalota is een vliesvleugelig insect uit de familie Andrenidae. De wetenschappelijke naam van de soort is voor het eerst geldig gepubliceerd in 1994 door Xu.